# Ордынский концлагерь

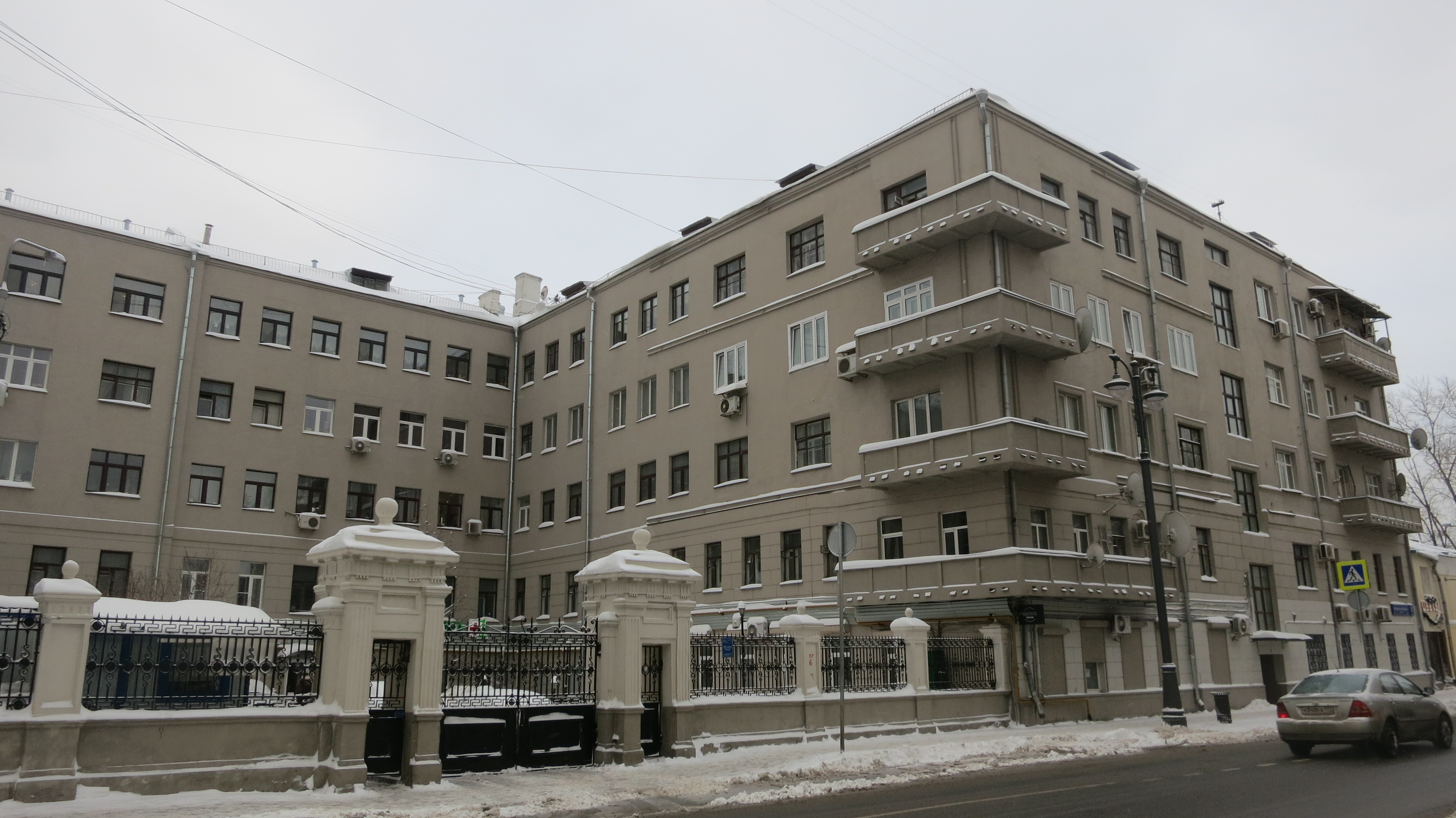
Местонахождение бывшего концлагеря в 2016 году

Ордынский концентрационный лагерь (он же Ордынский исправдом) — советский концлагерь, созданный советской властью в 1919 году в Усадьбе Куманиных на Большой Ордынке как филиал Ивановского концлагеря (женское отделение Ивановского концентрационного лагеря).

## Расположение
Концлагерь был обустроен по адресу Большая Ордынка, 17, в Усадьбе Куманиных (д. № 17) и в соседних с ним строениях, растянувшись до Пятницкой улицы.

## История
Ордынский лагерь был организован 1 июня 1920 года (ГАРФ. Ф. Р4042. Оп. 1а. Д. 2а. Л. 18) и находился в ведомстве Московского управления принудительных работ. В советской документации, в отличие от других советских концлагерей, Ордынский лагерь ни «концентрационным», ни «принудительных работ» не назывался. Назначался для женщин. С 30 ноября по 5 декабря 1922 года Ордынский переходный исправительно-трудовой дом, сокращённо — Ордынский исправдом. С 5 декабря 1922 до 31 марта 1923 года — Ордынская трудовая, Ремесленная, ремесленно-трудовая колония. С 31 марта по 30 августа 1923 года Отделение Ивановского переходного исправительно-трудового дома. В отличие от других колоний — отделений исправительно-трудовых домов Ордынское отделение отдельного названия ни формально, ни в обиходе не имело. С 1 сентября 1923 года — 1-е отделение — Мужское, 2-е Женское отделение Новоспасского исправдома. Закрыто в конце декабря 1923 года. Числится в списках до 2 января 1924 года.

## Заключённые
В лагере сидели политзаключенные, инокини, монахи, даже семья хивинского хана.